# 銀色樸麗魚
銀色樸麗魚為輻鰭魚綱鱸形目隆頭魚亞目慈鯛科的其中一種，被IUCN列為極危保育類動物，分布於非洲維多利亞湖流域，棲息深度可達12公尺，體長可達20.2公分，棲息在湖泊中底層水域，生活習性不明。

## 擴展閱讀
維基物種上的相關：銀色樸麗魚